# Häradsösjön (Åkers socken, Småland, 635418-139142)
Häradsösjön är en sjö i Gnosjö kommun och Vaggeryds kommun i Småland och ingår i Lagans huvudavrinningsområde. Sjön har en area på 0,109 kvadratkilometer och ligger 165 meter över havet. Häradsösjön ligger i Store Mosse Natura 2000-område. Vid provfiske har gädda fångats i sjön.

## Delavrinningsområde
Häradsösjön ingår i det delavrinningsområde (635552-139077) som SMHI kallar för Utloppet av Kävsjön. Avrinningsområdets medelhöjd är 170 meter över havet och ytan är 35,34 kvadratkilometer. Det finns inga delavrinningsområden uppströms utan avrinningsområdet är högsta punkten. Fläsebäcken som avvattnar avrinningsområdet har biflödesordning 3, vilket innebär att vattnet flödar genom totalt 3 vattendrag innan det når havet efter 190 kilometer. Delavrinningsområdet består mestadels av skog (13 procent) och sankmarker (72 procent). Avrinningsområdet har 2,48 kvadratkilometer vattenytor vilket ger det en sjöprocent på 7 procent.